# Oncidium tigrinum
Oncidium tigrinum är en orkidéart som beskrevs av Juan José Martinez de Lexarza. Oncidium tigrinum ingår i släktet Oncidium och familjen orkidéer. Inga underarter finns listade i Catalogue of Life.